# 翁艾
翁艾（法語：Onhaye，法語發音：[ɔ̃ɛ]）是比利时瓦隆大区那慕爾省迪南区的一个市镇，通行法语，是比利时法语社群的一部分，面积65.53平方千米，人口3,201人（2018年1月1日）。